# Taurinya
Taurinya en idioma francés y oficialmente, Taurinyà en catalán, es una localidad  y comuna francesa, situada en el departamento de Pirineos Orientales en la región de Languedoc-Rosellón, en la comarca natural e histórica del Conflent.
A sus habitantes se les conoce por el gentilicio de taurinyanais en francés.

## Demografía
| 158 | 242 | 225 | 215 | 248 | 307 |
| Para los censos de 1962 a 1999 la población legal corresponde a la población sin duplicidades (Fuente: INSEE [Consultar]) |     |     |     |     |     |